# Verschillen tussen Indonesisch en Maleisisch
De twee Maleise talen Indonesisch (Bahasa Indonesia) en Maleisisch (Bahasa Melayu of Bahasa Malaysia) zijn onderling verstaanbaar, maar bevatten duidelijke verschillen op het vlak van spelling, uitspraak en woordenschat.
Voor personen die het Indonesisch of Maleisisch niet als moedertaal hebben, lijken de twee talen nagenoeg identiek, maar voor moedertaalsprekers kunnen de verschillen storend worden, wanneer men overgaat tot diepgaande gesprekken of geschreven communicatie. Deze verschillen hebben ook hun invloed op de media, vooral indien men vreemdtalige films of televisie-uitzendingen wil ondertitelen. Wil men een zo breed mogelijk publiek bereiken met een film of programma, dan is men wel gedwongen om zowel in Indonesische als Maleisische ondertitels te voorzien (naast die in andere talen).

## Spelling

### Ontwikkeling
Vóór het begin van de 20ste eeuw werd het Maleis meestal neergeschreven in een gewijzigde versie van het Arabisch alfabet, Jawischrift genoemd. Onder invloed van de voormalige kolonisatoren heeft het Latijnse alfabet, lokaal Rumi genoemd, het Jawi in de loop van de 20ste eeuw bijna volledig uit het dagelijkse leven verdreven. De oorspronkelijke romanisaties, ingevoerd in de toenmalige Britse kolonie Malaya (nu een deel van Maleisië) en in Nederlands-Indië (nu Indonesië) weerspiegelden hun status als Britse respectievelijk Nederlandse bezittingen.
In Indonesië gaf men de klinker in het Nederlandse woord 'goed' vroeger steeds weer zoals in het Nederlands, dus met een oe. In 1947 (nog steeds onder koloniaal bewind) werd - in het kader van de 'Republikeinse Spelling' (Ejaan Republik) deze klinkercombinatie vervangen door de letter u, hoewel de oe in vele eigennamen jaren later nog gehanteerd werd. Op een gelijkwaardige wijze verving men - na de onafhankelijkheidsverklaring zowel van Indonesië als van Maleisië - in 1972 enkele andere lettercombinaties door een gemeenschappelijk spellingstelsel, tegelijkertijd in beide landen. Deze 'Geperfectioneerde Spelling' (Ejaan Yang Disempurkan), zoals de Indonesiërs haar noemen, was bedoeld om de Maleisische en Indonesische taal dichter bij elkaar te brengen. Zo vonden het Indonesische tjutju ('kleinkind' - vóór 1947 tjoetjoe) en het Maleisische chuchu een gemeenschappelijke vorm in cucu. Djakarta werd Jakarta, in overeenstemming met de Maleisische gewoonten. Ook andere, herkenbaar Nederlandse halfklinkers als j (zoals in 'jong') en ch (zoals in 'lachen' - in het Indonesisch steeds in Arabische leenwoorden aanwezig) werden opgegeven voor de "internationale" letters y en kh.
Opvallend is ook het feit dat de Maleisiërs hun getrouwe weergave van de Arabische klanken dz (bijvoorbeeld dzalim), dh (bijvoorbeeld kadhim) en th (bijvoorbeeld ithnin) opgegeven hebben voor de Indonesische "verbasteringen" van deze medeklinkers, namelijk z (bijvoorbeeld zalim), d (bijvoorbeeld kadim) en s (bijvoorbeeld isnin). De (typisch Arabische) glottisslag kan sinds 1972 alleen nog maar op het einde van een lettergreep worden weergegeven, als een k. Voordien kon een Maleisiër deze in alle posities voorstellen door een '. Hierdoor veranderde ma'af in maaf en werd ra'yat rakyat.
| Indonesisch voor 1972 | Maleisisch voor 1972 | Gezamenlijk na 1972 |
| --------------------- | -------------------- | ------------------- |
| tj                    | ch                   | c                   |
| dj                    | j                    | j                   |
| ch                    | kh                   | kh                  |
| nj                    | ny                   | ny                  |
| sj                    | sh                   | sy                  |
| j                     | y                    | y                   |
| u, oe                 | u, o                 | u                   |
| z                     | z, dz                | z                   |
| d                     | d, dh                | d                   |
| s                     | s, th                | s                   |

### Huidige toestand
Ondanks alle inspanningen vanwege de overheden in de verbreiding van de post-1972-spelling, kan men de oude spellingen nog terugvinden in sommige eigennamen, zoals de naam van de eerste Indonesische president, Soekarno (moderner: Sukarno). Andere voorbeelden zijn Achmad en Djojo (in de moderne spelling Akhmad en Joyo).
Alhoewel de weergaven der klanken vandaag grotendeels identiek zijn in Indonesische en Maleisische teksten, blijven er een aantal hardnekkige spellingsverschillen over, meestal om historische redenen. Het woord voor 'geld' schrijft men bijvoorbeeld als wang in Maleisië, maar als uang in Indonesië, terwijl het woord voor 'cake' eruitziet als kuih respectievelijk kue.

### Weerslag in de taal van de kolonisator
In de taal van de kolonisatoren van Indonesië en Maleisië, respectievelijk het Nederlands en het Engels, zijn de laatste spellinghervormingen niet doorgevoerd. Dit blijkt uit spellingverschillen tussen beide talen qua leenwoorden uit Maleise talen. Zo spreekt het Nederlands bijvoorbeeld van een 'orang-oetan', terwijl het Engels dit dier orangutan (van Maleis orang (h)oetan/orang (h)utan, 'bosmens')noemt en heet onze 'doejo(e)ng' in het Engels dugong (van Maleis of Javaans doejoeng/duyung). Ook veel eigennamen komen nog vaak voor in de oude spelling. Zo wordt de oude spelling 'Soekarno' nog vaak gehanteerd, b.v. voor de luchthaven van Jakarta: Soekarno-Hatta.

## Uitspraak
De uitspraak is vaak ook erg verschillend, waarbij mensen uit Oost-Maleisië, Brunei en Indonesië veelal een streektaal spreken die men Bahasa Baku noemt. Hierbij spreekt men de woorden uit zoals ze geschreven worden en articuleert men zijn woorden veelal duidelijk, met een staccato uitspraak en een sneller ritme dan op het schiereiland Malaya. Daar praten de mensen langzamer, bezadigder. Vele klinkers worden anders uitgesproken (en vroeger ook gespeld) in Peninsulair Maleisië: tujuh wordt uitgesproken (en werd voorheen gespeld) als tujoh, pilih als pileh, enz. Menige eind-a neigt naar de sjwa toe.

## Woordenschat

### Verschillen in woordenschat
Ook al zijn het Indonesisch en Maleisisch allebei afgeleid van het Maleis, gesproken in de provincie Riau (Bahasa Melayu Riau), toch zijn er opvallende verschillen in woordenschat merkbaar. Zo bevat het Indonesisch een groot aantal leenwoorden uit het Javaans (Java behoort tot Indonesië) en het Nederlands (Nederland is de vroegere kolonisator). Het woord voor 'postkantoor' bijvoorbeeld luidt "pejabat pos" in het Maleisisch (wat in Indonesië op een 'postbode' wijst) maar "kantor pos" (duidelijk uit het Nederlands) in het Indonesisch. Bovendien zijn er ook enkele Portugese invloeden in het Indonesisch geslopen, en is de Maleisische maatschappij doordrongen van de Engelse cultuur en taal. Een voorbeeld is 'Kerstmis', dat in Indonesië "Natal" heet (uit het Portugees), maar in Maleisië "Krismas" (van het Engelse 'Christmas'; ook "Natal" wordt meer en meer gehanteerd). Ook de weergave van bepaalde (vaak oorspronkelijk Latijnse) voor- en achtervoegsels verschilt danig. Een opvallend voorbeeld hiervan zijn woorden als (Indonesisch) kualitas, kuantitas, mayoritas, minoritas en universitas, (Maleisisch) kualiti, kuantiti, majoriti, minoriti en universiti. De Indonesiërs hebben hier - met succes - het Latijns aandoende -itas ingevoerd, om een dispuut tussen de (met de Nederlandse bezetters "collaborerende") universitet van Jakarta en de (revolutionaire) universitit van Yogyakarta op te lossen.
| Nederlands                     | Maleisisch | Indonesisch |
| ------------------------------ | --- | --- |
| aardbei                        | strawberi (van Engels strawberry) | stroberi (van Engels strawberry), arbei (uit het Nederlands) |
| aartsbisdom                    | kawasan kekuasaan ketua biskop | keuskupan agung |
| aartsbisschop                  | ketua biskop | uskup agung |
| academicus                     | siswazah, sarjana | sarjana |
| acht (getal)                   | lapan (tevens een Indonesisch slangwoord) | delapan (in Maleisië gebruikt vóór de spellinghervorming) |
| activa                         | aset (van Engels assets) | aktiva (uit het Nederlands), harta |
| actualiteit                    | peristiwa semasa (ook gebruikt in het Indonesisch) | aktualitas (uit het Nederlands) |
| actueel                        | semasa (ook gebruikt in het Indonesisch) | aktual (uit het Nederlands) |
| advocaat                       | peguam | pengacara (in het Maleisisch gebruikt voor een 'ceremoniemeester'), adpokat (uit het Nederlands) |
| afbeelding                     | citra, gambar (beide ook gebruikt in het Indonesisch), imej (van Engels image)                                                                                   | gambar, citra |
| afbetalingstermijn             | ansuran | angsuran, cicilan |
| agent, agens                   | ejen (agent - van Engels agent), agen (agens, als wetenschappelijke term - van Latijn agens)                                                                     | agen (uit het Nederlands) |
| apotheek                       | farmasi (van Engels pharmacy) | apotek (uit het Nederlands), farmasi (gewoonlijk gebruikt voor geneesmiddelenfabrikanten - vergelijkbaar met ons gebruik van 'farmasector')                                                                                       |
| appartement, flat              | pangsapuri, rumah pangsa, rumah kondo (enkel voor een appartementsrecht)                                                                                         | apartemen (uit het Nederlands), rumah susun |
| archief                        | arkib | arsip |
| augustus                       | Ogos (van Engels August) | Agustus (uit het Nederlands) |
| auto                           | kereta (betekent trein in het Indonesisch) | mobil (van automobiel) |
| autobiografie                  | autobiografi (ook gebruikt in het Indonesisch) | otobiografi (op basis van de Noord-Nederlandse standaarduitspraak) |
| automatisch                    | automatik (van Engels automatic; vroeger geschreven als otomatik)                                                                                                | otomatis (op basis van de Noord-Nederlandse standaarduitspraak) |
| autonomie                      | autonomi (van Engels automatic) | otonomi (op basis van de Noord-Nederlandse standaarduitspraak) |
| baargeld, contanten            | wang tunai | uang tunai, kas (van Engels cash) |
| balkon                         | serambi, beranda (van Bengaals, Portugees of Engels veranda(h); ook gebruikt in Indonesië, maar daar minder gangbaar)                                            | serambi, balkon (van Portugees balcão of Nederlands balkon) |
| band (auto)                    | tayar (van Engels tyre/tire) | ban (uit het Nederlands) |
| bedoelen                       | bererti | berarti |
| belasting                      | duti (van Engels duty), cukai (ook gebruikt in het Indonesisch)                                                                                                  | bea, cukai, pajak |
| België                         | Belgium (de Engelse naam voor het land) | Belgia (verlatijnst Nederlands) |
| beroven                        | rompak (Indonesisch voor 'piraterij plegen') | rampok |
| bioscoop                       | panggung wayang bergambar (populaire samentrekking: pawagam), panggung wayang                                                                                    | bioskop (uit het Nederlands), sinema (sterk in opkomst) |
| bisdom                         | kawasan uskup (met het in Maleisië niet gebezigde uskup!) | keuskupan (een afleiding van uskup) |
| bisschop                       | biskop, bisyop (van Engels bishop) | uskup |
| boekhouder, accountant         | akauntan (uit het Engels) | akuntan (uit het Engels) |
| boom                           | pokok, pohon | pohon |
| borst                          | buah dada, payudara, tetek (slang) | payudara, buah dada, susu, tete (slang), toket (slang, doch nu populair) |
| Brittannië                     | Britain (uit het Engels) | Inggris (van Engels English), Britania (uit het Nederlands) |
| burger-, stads-                | sivik (van Engels civic), bersifat kewarganegaraan | bersifat kewarganegaraan |
| burgerlijk, civiel             | sivil (van Engels civil) | sipil (uit het Nederlands) |
| bus                            | bas (Engelse uitspraak) | bus (Nederlandse uitspraak, of als "bis") |
| bushalte                       | perhentian bas | halte bus (van Nederlands bushalte) |
| busstation                     | stesen bas (van Engels station en bus) | terminal bus |
| campagne                       | kempen (van Engels campaign) | kampanye (uit het Nederlands) |
| campus, college                | kolej (van Engels college), maktab | kampus, kolese (uit het Nederlands), perkuliahan (afgeleid van kuliah = lecture) |
| census                         | banci (betekent transseksueel of verwijfd in het Indonesisch) | sensus (uit het Nederlands) |
| chauffeur                      | pemandu | supir (uit het Nederlands), sopir (slang; vervorming van supir), pengemudi (formeel) |
| chilipeper                     | cili (van Engels chili), lada, cabai (vooral in de noordelijke staten van Maleisië)                                                                              | cabai, cabe |
| China                          | China (sterk in opkomst), Negara Cina | China (sterk in opkomst), Republik Rakyat Cina/China, Tionghoa (ras, volk) of Tiongkok (land; oude spelling, nu zelden gebruikt) *let op: Cina wordt soms aangevoeld als pejoratief*                                              |
| citroen                        | limau (van Portugees limão), lemon (van Engels lemon) | (jeruk) limun (jeruk betekent 'sinaasappel' in Indonesië en 'pickle' in Maleisië), lemon (van Engels lemon) |
| club, vereniging               | kelab (van Engels club) | perkumpulan, majelis, klub (uit het Nederlands), klab/kelab ("uitgaansgelegenheid"; uit het Engels) |
| Cyprus                         | Cyprus (de Engelse naam voor het land) | Siprus (uit het Nederlands) |
| December                       | Disember (met Engelse uitspraak) | Desember (met Nederlandse uitspraak) |
| defect, storing                | rosak, mati, tak berfungsi | rusak, mati, tak berfungsi |
| democratisch                   | demokratik (van Engels democratic) | demokratis (uit het Nederlands) |
| departement                    | jabatan | departemen (uit het Nederlands) |
| dierentuin                     | zoo | kebun binatang (lett. tuin + dier, dus dierentuin; naast taman haiwan (eveneens 'dierentuin') werd deze benaming tot halverwege de jaren zestig ook in Maleisië frequent gebruikt)                                                |
| directeur                      | pengarah (betekent ook 'regisseur', net als het Engelse director)                                                                                                | direktur (uit het Nederlands) |
| dom                            | bodoh, bengap, tolol, bongok (slang) | bodoh, dungu, tolol, goblok (slang), geblek (slang), bego (slang) |
| douane                         | kastam (van Engels customs) | duane (uit het Nederlands), bea cukai |
| draaien                        | pusing (betekent duizelig in het Indonesisch), belok | (ber)putar |
| drugs                          | dadah | narkoba (een acroniem voor NARkotika dan Obat-obatan berBAhaya, 'verdovende middelen en gevaarlijke drugs') |
| duizendpoot                    | lipan (soms ook gebruikt in Indonesië) | kelabang |
| effectiviteit                  | keberkesanan | efektivitas (uit het Nederlands), kemanjuran |
| elektriciteit                  | tenaga elektrik (lett. energie + elektrisch, dus elektrische energie)                                                                                            | listrik (met metathesis uit het Nederlands) |
| export, uitvoer                | eksport (van Engels export) | ekspor (uit het Nederlands) |
| fabriek                        | kilang (in Indonesië het woord voor een molen of een fabriek die natuurlijke producten verwerkt of verfijnt, bijvoorbeeld kilang minyak voor 'olieraffinaderij') | pabrik (uit het Nederlands) |
| februari                       | Februari (van Engels February, mét de hoofdletter) | Februari, Pebruari (uit het Nederlands; de "f" is een leenfoneem in het Indonesisch en wordt vaak gerealiseerd als "p") |
| federaal                       | persekutuan | federal (uit het Nederlands) |
| federatie                      | persekutuan | federasi (uit het Nederlands) |
| fiets                          | basikal (van Engels bicycle) | sepeda (van Frans vélocipède) |
| financieel                     | kewangan | keuangan, finansial (uit het Nederlands) |
| Finland                        | Finland (de Engelse naam voor het land) | Finlandia (verlatijnst Nederlands) |
| foto                           | gambar, foto (van Engels photo) | foto (uit het Nederlands), potret (uit het Nederlands, met betekenisverschuiving van 'geschilderd' naar 'gefotografeerd' portret)                                                                                                 |
| fractie (politiek)             | puak, gabungan | fraksi (uit het Nederlands) |
| framboos                       | rasberi (van Engels raspberry) | frambus (van Portugees framboesa of Nederlands 'framboos') |
| Frankrijk                      | Perancis (van Engels France) | Perancis of Prancis |
| gebed (islam)                  | solat, sembahyang | salat, shalat, sholat (sh wordt uitgesproken als s - de Engels-Japanse sh geeft men weer als sy) |
| gebedsruimte (islam)           | surau | musala, mushollah (sh wordt uitgesproken als s) |
| gefermenteerde rijst           | tapai | tape, tapai (dit laatste op Sumatera) |
| geheim                         | rahsia | rahasia |
| geld                           | wang, duit (uit het Nederlands) | uang, dana (in Maleisië gebruikt voor een 'fonds'), duit (uit het Nederlands; slang) |
| Gemenebest van Naties          | Negara-Negara Komanwel (van Engels Commonwealth) | Negara-Negara Persemakmuran |
| geneesmiddel                   | ubat | obat |
| generaal (militair)            | jeneral (van Engels general) | jenderal (van Engels general, met welluidendheids-d) |
| (gerechts)hof                  | mahkamah | pengadilan, mahkamah |
| geval, casus                   | kes (van Engels case) | kasus (uit het Nederlands) |
| gezond                         | sihat | sehat |
| godsdienstleraar (in de islam) | ustaz (van Arabisch استاذ (ustaadh), 'leraar') | ustad (van Arabisch استاذ (ustaadh), 'leraar') |
| golfclub (stok)                | kayu golf | pemukul golf |
| gordijn                        | langsir, tirai | gorden (drie vervormingen van Nederlands gordijn), tirai |
| gouverneur                     | gabenor (van Engels governor), yang di-pertua negeri/negara (in een Maleisische staat)                                                                           | gubernur (uit het Nederlands) |
| graad (temperatuur)            | darjah | derajat |
| gratis                         | percuma (betekent 'waardeloos' in Indonesië) | gratis (uit het Nederlands), cuma-cuma |
| grondwet                       | perlembagaan | undang-undang dasar, konstitusi (van Engels constitution, maar in een Nederlandse vorm) |
| hemd                           | baju | kemeja (van Portugees camisa) |
| Hongarije                      | Hungary (de Engelse naam voor het land) | Hongaria (verlatijnst Nederlands) |
| hoofddoek                      | tudung | kerudung, jilbab |
| hoofdkantoor                   | ibu pejabat (betekent 'agente' of 'moeder van een agent' in Indonesië)                                                                                           | kantor pusat (lett. kantoor + centrum/centraal, dus centraal kantoor) |
| hypotheek                      | gadai janji (lett. pand + belofte/beloven, dus beloofd pand) | hipotek (uit het Nederlands) |
| Ierland                        | Ireland (de Engelse naam voor het land) | Irlandia (de Latijnse naam) |
| ijs                            | ais (van Engels ice) | es (uit het Nederlands) |
| IJsland                        | Iceland (de Engelse naam voor het land) | Islandia (de Latijnse naam) |
| ik                             | saya, aku | saya, aku, gue/gua (slang, informeel; uit het Chinees) |
| immigratie                     | imigresen (van Engels imigration) | imigrasi (uit het Nederlands) |
| import, invoer                 | import (van Engels import) | impor (uit het Nederlands) |
| impotentie                     | mati pucuk, impotensi (van Engels impotence, in een Nederlands kleedje), lemah syahwat                                                                           | impotensi (uit het Nederlands), lemah syahwat |
| internationaal                 | antarabangsa (lett. tussen + natie, dus tussen naties) | internasional (uit het Nederlands), antarbangsa (zie links; samengetrokken vorm) |
| internetcafé                   | kafe internet (van Engels internet cafe), kafe cyber (van Engels cyber cafe)                                                                                     | warnet (acroniem voor warung internet, internet-winkeltje/eethuisje; warung komt uit het Nederlands) |
| Italië                         | Itali (de Engelse naam voor het land, zonder de y, die in het Maleisische alfabet de [j] voorstelt)                                                              | Italia (de Latijnse naam) |
| Japan                          | Jepun | Jepang |
| jas                            | kot (van Engels coat) | jas (uit het Nederlands) |
| jij, u                         | anda (zeer formeel), awak, kamu, kau | Anda (formeel; steeds met een hoofdletter), kamu, kau, lu/loe (slang, informeel; uit het Chinees) |
| Jordanië                       | Jordan (de Engelse naam voor het land) | Yordania (verlatijnst Nederlands) |
| journalist                     | wartawan (een leenvertaling: warta = 'bericht' en -wan = mannelijk achtervoegsel, uit het Sanskriet)                                                             | wartawan, jurnalis (uit het Nederlands) |
| juli                           | Julai (van Engels July)) | Juli (uit het Nederlands) |
| juni                           | Jun (van Engels June) | Juni (uit het Nederlands) |
| kaart                          | kad (van Engels card, waarin de r niet uitgesproken wordt) | kartu (uit het Nederlands) |
| kakkerlak                      | lipas | kecoak, kacoa (van het Chinese Hokkien-dialectwoord ka chua) |
| kamer                          | bilik (betekent gewoonlijk 'compartiment' in het Indonesisch), kamar (formeel; uit het Nederlands)                                                               | kamar (uit het Nederlands) |
| kanker                         | kanser (van Engels cancer), barah | kanker (uit het Nederlands) |
| kantoor                        | pejabat | kantor (uit het Nederlands) |
| kassière                       | juruwang | kasir (uit het Nederlands), pemegang kas |
| keizer                         | maharaja (van Sanskriet mahārājaḥ of Hindi mahārājā) | kaisar (uit het Nederlands) |
| keizerrijk                     | empayar (van Engels empire) | kekaisaran (van 'keizer', met omvoegsel ke-...-an) |
| koelkast                       | peti sejuk (zelden gebruikt in het Indonesisch) | lemari es (lett. kast + ijs, dus ijskast; lemari komt van Portugees armário), lemari pendingin (lett. kast + koeler, dus koelkast), kulkas (uit het Nederlands)                                                                   |
| koffer (van een auto)          | but (van Engels boot) | kopor (van Nederlands koffer) |
| korting, rabat                 | diskaun (van Engels discount), potongan (harga), rebat (van Engels rebate)                                                                                       | korting, rabat (beide uit het Nederlands), diskon (minder gangbaar), potongan |
| krant                          | surat khabar | koran, harian, surat kabar (formeler) |
| Kroatië                        | Croatia (de Engelse naam voor het land) | Kroasia (uit het Nederlands) |
| kruid                          | herba (van Engels herb) | jamu (betekent soms in het Indonesisch (en altijd in het Maleisisch) 'behandelen, gasten onderhouden') |
| rotonde                        | bulatan (bijvoorbeeld Bulatan DBP in Kuala Lumpur), pusing keliling (in Brunei)                                                                                  | bundaran (bijvoorbeeld Bundaran HI in Jakarta) |
| kunnen, in staat zijn          | boleh (in Indonesië gebruikt in de betekenis toestaan) | bisa, dapat |
| lawaaierig, luid               | bising (van Engels buzzing), kecoh, memekak | berisik, bising (betekent ook zoemend), ribut |
| leidingwater, kraantjeswater   | air paip (water + leiding, dus leidingwater; paip komt van het Engelse pipe)                                                                                     | air keran (water + kraan, dus kraanwater; met het Nederlandse 'kraan'), air ledeng (water + leiding, dus leidingwater; met het Nederlandse 'leiding')                                                                             |
| leidraad, adresboek            | buku panduan (met het Engelse book), direktori (van Engels directory)                                                                                            | buku petunjuk (met het Nederlandse 'boek') |
| lelijk                         | hodoh, buruk | jelek |
| lepel                          | sudu | sendok |
| leraar                         | cikgu, guru (van Sanskriet guru-, 'leermeester') | guru (van Sanskriet guru-, 'leermeester') |
| Libanon                        | Lubnan (van Arabisch لبنان, Lubnān) | Lebanon (uit het Engels of Nederlands) |
| licentie                       | lesen (van Engels licence) | izin, lisensi (uit het Nederlands) |
| lift                           | lif (van Brits-Engels lift) | lift (uit het Nederlands) |
| limoen                         | limau (nipis) | jeruk limau, jeruk nipis |
| Lissabon                       | Lisbon (de Engelse naam) | Lisabon (uit het Nederlands), Lisboa (de Portugese naam), Lisbon (de Engelse naam) |
| Litouwen                       | Lithuania (de Engelse naam voor het land) | Lituania (de Latijnse naam) |
| loket, balie                   | kaunter (van Engels counter) | loket (uit het Nederlands), konter (van Engels counter) |
| luchthaven                     | lapangan terbang (lett. veld/ruimte + vliegen, dus vlieg-veld)                                                                                                   | bandara (samengetrokken uit bandar udara, lett. haven + lucht, dus lucht-haven), lapangan terbang (minder gangbaar) |
| maagd                          | (anak) dara, (anak) gadis | perawan (formeel), gadis, (anak) dara |
| maandag                        | Isnin (van Arabisch الاثنَين, al-’iθnéin) | Senin (van Arabisch الاثنَين, al-’iθnéin) |
| maart                          | Mac (van Engels March) | Maret (uit het Nederlands) |
| maatschappij, bedrijf, firma   | syarikat | perusahaan, firma (uit het Nederlands), maskapai (uit het Nederlands) |
| mannelijk                      | lelaki, laki-laki, jantan (van dieren) | pria, laki-laki, cowok (spreektaal), jantan (van dieren) |
| matras                         | tilam | kasur, matras (uit het Nederlands) |
| mevrouw (getrouwde vrouw)      | puan | ibu, nyonya (mogelijk van Portugees dona of Spaans doña) |
| miljard                        | bilion (van Engels billion) | miliar, milyar (uit het Nederlands) |
| minibus                        | bas mini (van Engels minibus, maar in Maleisische volgorde) | mikrolet, angkot (acroniem voor angkutan kota, 'stads-vervoer'), minibus (uit het Nederlands) |
| minuut                         | minit (van Engels minute) | menit (uit het Nederlands; Indonesiërs kunnen onze uu niet uitspreken) |
| Moskou                         | Moskow (van Engels Moscow; ook gebruikt in Indonesië) | Moskwa (van Russisch Москва, Moskva) |
| motor                          | enjin (van Engels engine) | mesin (van Nederlands 'machine'; ook gebruikt voor onze 'machine') |
| motorfiets                     | motosikal (van Engelse motorcycle) | motor, sepeda motor (lett. fiets + motor, dus motorfiets) |
| motorkap                       | bonet (van Engels bonnet), bumbung, hud (van Amerikaans-Engels hood)                                                                                             | kap (van Nederlands kap) |
| muziek                         | muzik (van Engels music) | musik (uit het Nederlands) |
| na                             | selepas | setelah (in het Maleisisch ook gebruikt om opeenvolgende handelingen aan te duiden) |
| naakt                          | bogel (betekent 'short' in het Indonesisch), telanjang | telanjang, bugil (slang) |
| Naamloze Vennootschap          | Sendirian Berhad (afgekort als Sdn Bhd; na de bedrijfsnaam geplaatst)                                                                                            | Perseroan Terbatas (afgekort als PT; vóór de bedrijfsnaam geplaatst) |
| namiddag                       | tengah hari | sore |
| nationaal                      | kebangsaan (in Indonesië gebruikt voor 'nationaliteit'), nasional (van Engels national)                                                                          | nasional (uit het Nederlands) |
| natuurlijk                     | semulajadi | alami |
| niet                           | tidak, tak (informeel), endak (in de staat Sabah) | tidak, tak (zeldzaam - meestal als voorvoegsel, zoals het Nederlandse niet- of non-), nggak (op Java), enggak (slang), gak (slang - chatwoord)                                                                                    |
| Nieuw-Zeeland                  | New Zealand (de Engelse naam voor het land) | Selandia Baru (vervormd Latijn Selandia + 'nieuw') |
| noodgeval                      | kecemasan | darurat (uit het Arabisch; in Maleisië gebruikt voor een 'noodtoestand') |
| Noorwegen                      | Norway (de Engelse naam voor het land) | Norwegia (verlatijnst Nederlands) |
| nummer                         | nombor (van Engels number) | nomor of nomer (uit het Nederlands) |
| Oekraïne                       | Ukraine (de Engelse naam voor het land) | Ukraina (verlatijnst Nederlands) |
| officieel                      | rasmi | resmi |
| omdat                          | kerana, sebab | karena, sebab |
| oom                            | pakcik | oom of om (uit het Nederlands; de spelling met twee o's is niet officieel), paman |
| openduwen                      | tolak (in Indonesië soms gebruikt voor 'aftrekken' (wiskundig); in Maleisië is deze betekenis gangbaar in de rekenkunde, naast de betekenis 'weigeren')          | dorong (in Maleisië betekent dit naast 'duwen' vaak ook 'ondersteunen') |
| oranje                         | jingga, oren (van Engels orange) | jingga, oranye (uit het Nederlands) |
| orde                           | order (van Engels order), perintah | orde (uit het Nederlands), perintah |
| Palestina                      | Palestin (van Engels Palestine) | Palestina (de Nederlandse/Latijnse naam voor het land) |
| parlement                      | parlimen (van Engels parliament) | parlemen (uit het Nederlands) |
| partij (politiek)              | parti (van Engels party) | partai (uit het Nederlands) |
| Pasen                          | Easter (van Engels Easter) | Paska(h) (van Portugees Páscoa) |
| paspoort                       | pasport (van Engels passport) | paspor (uit het Nederlands) |
| passiva                        | liabiliti (van Engels liabilities) | passiva (uit het Nederlands), kewajiban |
| penis                          | zakar, kemaluan lelaki, konek (slang) | zakar, kemaluan lelaki, titit (slang) |
| perron                         | platform (van Engels platform) | peron (uit het Nederlands) |
| pers                           | surat khabar | pers (uit het Nederlands), surat kabar, media massa (leenvertaling van Engels of Nederlands mass media of 'massamedia') |
| piraat                         | lanun | bajak laut |
| Polen                          | Poland (de Engelse naam voor het land) | Polandia (de Latijnse naam) |
| politie                        | polis (van Engels police) | polisi (uit het Nederlands) |
| postcode                       | poskod (van Engels post code) | kode pos (naar Nederlands model, met Nederlandse leenwoorden) |
| procent, percent               | peratus (samengetrokken uit per (se)ratus, 'per/ten honderd') | persen (van Engels of Nederlands percent), per seratus (lett. 'per/ten honderd') |
| prostituee                     | pelacur | pelacur, WTS (uitgesproken als wee-tee-es; afkorting van het Sanskriet-eufemisme wanita tuna susila, 'zedeloze vrouw'), PSK (formeel; uitgesproken als pee-es-ka; afkorting van pekerja seks komersial, 'commerciële sekswerker') |
| provincie                      | wilayah (in Indonesië gebruikt voor een kleinere entiteit dan een provincie), daerah                                                                             | propinsi, provinsi (uit het Nederlands) |
| redacteur                      | penyunting (ook gebruikt in het Indonesisch) | redaktur (uit het Nederlands) |
| regering                       | kerajaan (afgeleid van raja of 'koning', aangezien Maleisië nog koningen heeft; in Indonesië duidt dit op een 'koninkrijk')                                      | pemerintah (in Singapore gebruikt voor een 'regering'; in Maleisië en Brunei begrepen, maar minder gangbaar) |
| regisseur                      | pengarah (betekent ook 'directeur', net als het Engelse director)                                                                                                | sutradara |
| rekening (bank,winkel)         | akaun (van Engels account) | rekening (uit het Nederlands) |
| restaurant                     | kedai makan, restoran (van Engels restaurant) | restoran (uit het Nederlands), rumah makan, kedai makan (tegenwoordig in onbruik) |
| rijbewijs                      | lesen memandu (met het Engelse license) | rebewes (uit het Nederlands; slang), sim (Surat Izin Mengemudi) (nu wijder gebruikt) |
| rijstrook                      | lorong | lajur (met metathesis uit jalur, 'spoor'; in Maleisië wordt lajur begrepen, maar is het niet erg gangbaar, terwijl men er jalur gebruikt voor een 'streep', 'lijn' of 'band' (bijvoorbeeld jalur-lebar = breedband))              |
| roomijs, ijskreem              | ais krim (van Engels ice cream) | es krim (idem, gecombineerd met de eerdere ontlening es) |
| roos (in het haar)             | kelemumur | ketombe |
| saus                           | sos (van Engels sauce) | saos, saus (uit het Nederlands) |
| schoen                         | kasut | sepatu (begrepen maar zelden gebruikt in Maleisië; mogelijk van Portugees sapato) |
| school (islamitisch)           | pondok | pesantren |
| Schotland                      | Scotland (de Engelse naam voor het land) | Skotlandia (de Latijnse naam) |
| shampoo                        | syampu (met Engelse uitspraak) | sampo (met Nederlandse uitspraak) |
| sinaasappel                    | oren (van Engels orange), limau (van Portugees limão) | jeruk (betekent 'pickles' in het Maleisisch), limau (van Portugees limão) |
| Slowakije                      | Slovakia (de Engelse naam voor het land) | Slowakia (verlatijnst Nederlands) |
| sojabonen                      | kacang soya (met het Engelse soya) | kacang kedelai |
| Spanje                         | Sepanyol (van Nederlands Spanjool of Portugees espanhol, 'Spanjaard')                                                                                            | Spanyol (van Nederlands Spanjool of Portugees espanhol, 'Spanjaard') |
| sport                          | sukan | olahraga (betekent atletiek in Maleisië) |
| spreken, praten                | berbicara, bercakap (betekent babbelen in het Indonesisch), bersembang, berborak                                                                                 | berbicara, ngomong (slang) |
| staat (als deel van een land)  | negeri | negarabagian |
| station                        | stesen (van Engels station) | stasiun (uit het Nederlands; vroeger - meer in lijn met de Indonesische fonetiek - gespeld als setasiun) |
| stoppen, halthouden            | berhenti | stop (uit het Nederlands), berhenti |
| tante                          | makcik (ook gebruikt in het Bahasa Riau, in Indonesia) | tante (uit het Nederlands), bibi |
| tapioca                        | ubi kayu | singkong, ubi kayu, ketela pohon, tapioka (uit het Nederlands) |
| tas                            | beg (van Engels bag) | tas (uit het Nederlands) |
| taxi                           | teksi (van Engels taxi) | taksi (uit het Nederlands) |
| teelballen                     | buah zakar, testis (van Latijn testis, 'getuige, teelbal'), buah keranjut                                                                                        | buah zakar, kanjut (slang, vulgair) |
| telefoon                       | telefon (van Engels telephone) | telepon, telpon, telfon (uit het Nederlands) |
| televisie                      | televisyen (van Engels television), TV (uitgesproken als tie-vie)                                                                                                | televisi (uit het Nederlands), TV (uitgesproken als tie-vie of tee-fee) |
| terrorist                      | pengganas | teroris (uit het Nederlands) |
| Thailand                       | Negara Thai (land + Thai, dus Thailand), Siam, Thailand | Thailand, Siam, Muangthai (enkel gebruikt in oude geschriften) |
| ticket, kaartje                | tiket (van Engels ticket) | tiket, karcis (uit het Nederlands) |
| toilet                         | bilik air (kast + water, dus watercloset), tandas | kamar kecil, toilet, WC (uitgesproken als wee-see) |
| tot                            | sehingga, sampai | sampai |
| transseksueel                  | pondan, bapok, transseksual (van Engels transsexual) | bencong, banci, waria (beleefd), transseksual (uit het Nederlands) |
| trein                          | keretapi (samentrekking van kereta (kar) en api (vuur), voor een stoomtrein), tren (van Engels train)                                                            | kereta api (eigenlijk stoomtrein; elektrische trein: kereta listrik) |
| Tsjechië                       | Republik Czech (de Engelse naam, met Republik en de woordvolgorde als Maleisisch onderdeel)                                                                      | Ceko, Republik Ceko, Ceska, Republik Ceska (naar het Tsjechische Ceská Republika, kortweg Cesko) |
| uitgestorven                   | pupus | langka, punah |
| universiteit                   | universiti (van Engels university) | universitas (verlatijnst Nederlands) |
| vagina                         | faraj (van Arabisch فرج (farj), vulva; in Indonesië betekent dit 'vulva'), pepek/pepet (slang)                                                                   | vagina (uit het Nederlands), farji (van Arabisch فرج (farj), vulva), pepek (minder gangbaar), |
| veiling                        | lelong | lelang |
| venster                        | tingkap (ook gebruikt in het Indonesisch, maar daar minder gangbaar), jendela (van Portugees janela)                                                             | jendela (van Portugees janela) |
| verdieping                     | tingkat (ook gebruikt in het Indonesisch) | lantai (betekent zowel in het Maleisisch als Indonesisch ook 'vloer') |
| Verenigde Staten               | Amerika Syarikat (lett. 'Verenigd Amerika') | Amerika Serikat (lett. 'Verenigd Amerika'), AS |
| verkeersopstopping, file       | kesesakan lalulintas, jam (slang; van Engels (traffic) jam) | macet |
| verpleegster                   | jururawat | perawat |
| verschil                       | perbezaan | perbedaan |
| verzekering, assurantie        | insurans (van Engels insurance) | asuransi (uit het Nederlands) |
| vicepresident                  | naib presiden | wakil presiden, wapres (acroniem van wakil presiden) |
| voetbal                        | bola, bola sepak | bola, sepak bola, bola sepak |
| wanneer                        | bila, apabila | kapan, bilamana |
| wastafel                       | besen (van Engels basin) | wastafel (uit het Nederlands), baskom (een vervorming van waskom) |
| website                        | tapak web | situs web (site is verlatijnst tot situs) |
| weekeinde                      | hujung minggu | akhir pekan, akhir minggu |
| wetenschap                     | sains (van Engels science) | sains (van Engels science), ilmu (uit het Arabisch; betekent 'kennis' in het Maleisisch), iptek (acroniem voor Ilmu Pengetahuan dan Teknologi, 'wetenschap en technologie')                                                       |
| winkel                         | kedai (minder gangbaar in Indonesië) | toko |
| wortel (groente)               | lobak merah | wortel (uit het Nederlands) |
| zakdoek                        | hankersip | sapu tangan |
| zakkenroller                   | penyeluk saku | copet, pencopet |
| zeer, erg, heel                | sangat, amat, sekali | sangat, amat, sekali, banget (slang) |
| ziekenhuis                     | hospital (van Engels hospital) | rumah sakit (lett. huis + ziek, dus ziekenhuis; in Brunei is dit woord nog steeds gangbaar, maar in Maleisië wordt de term hospital meer gehanteerd, vooral sinds halverwege de jaren zestig)                                     |
| zondag                         | (Hari) Ahad (van Arabisch الأحَد (al-’áħad); zelden gebruikt in Indonesia)                                                                                        | Minggu (van Portugees Domingo, 'de Dag van de Heer'; dit betekent week zowel in Maleisië als in Indonesië) |
| zwanger                        | mengandung, hamil (formeel), berbadan dua | mengandung, hamil (minder formeel), bunting (informeel) |
| Zweden                         | Sweden (de Engelse naam voor het land) | Swedia (verlatijnst Nederlands) |
| Zwitserland                    | Switzerland (de Engelse naam voor het land) | Swiss (van Engels Swiss of Frans Suisse) |

### Valse vrienden
Naast verschillen in woordenschat, bevinden zich ook een aantal valse vrienden in beide talen. Aangezien al deze woorden in één of meer van beide talen zeer vaak gebruikt worden, zouden er misverstanden kunnen opduiken.
| Woord         | Maleisische betekenis | Indonesische betekenis |
| ------------- | --- | --- |
| ahli          | een lid (van een groep; wanneer het woord apart gebruikt wordt), deskundige op een domein                                                                                       | deskundige op een domein |
| akta          | akte (= wet) | akte (= geschreven, legaal document) |
| baja          | meststof | staal (in Maleisië heet dit besi waja) |
| banci         | census | verwijfde, homoseksuele travestiet |
| belanja       | trakteren, iets gratis geven | winkelen |
| berbual       | babbelen | liegen, een leugen vertellen |
| bercinta      | liefhebben, beminnen | geslachtsgemeenschap hebben |
| biji          | pil, tablet | zaad, testikels ('ballen', 'kloten': eerder platvloers)                                                                                               |
| bisa          | vergif | kunnen, in staat zijn (in Maleisië heet dit boleh), vergif                                                                                            |
| bogel         | naakt | erg kleine mens, dwerg |
| bontot/buntut | bil | staart (in Maleisië heet dit ekor) |
| budak         | kind | slaaf |
| butoh/butuh   | mannelijke geslachtsdelen (platvloers) | nood, noodzaak |
| comel         | schattig, knap | (to call) someone who can not keep a secret (example: mulutnya comel= her mouth can't keep a secret)                                                  |
| duduk         | verblijf, woonplaats; zitplaats | zitten |
| email         | e-mail (onlangs veranderd in het fonetisch correctere emel) | email |
| gampang       | bastaard (afgekort uit anak gampang, lett. 'gemakkelijk kind') | gemakkelijk (zonder negatieve betekenis) |
| jabatan       | departement | positie |
| jawatan       | positie | departement |
| jemput        | uitnodigen | oprapen |
| jeruk         | gepekelde of geconserveerde vruchten of groenten | sinaasappelen |
| jimat         | zuinig, besparen (geld of iets anders, zoals elektriciteit) | amulet (het Maleisische equivalent is azimat) |
| kacak         | knap, mooi | ber-kacak pinggang (lett. met de handen op de heupen staan, een zegswijze die betekent bazig zijn; in Maleisië spelt metn bercekak-pinggang)          |
| kakitangan    | werknemer | lid van de georganiseerde misdaad of maffia |
| kapan         | islamitische lijkwade (ook wel: kain kafan of kain kapan) | wanneer ("Kapan mau pulang?" = "Wanneer wil je naar huis gaan?")                                                                                      |
| karya         | kunstwerk (karyawan = 'kunstenaar') | werk (karyawan = 'arbeider') |
| kerajaan      | regering (van raja, 'koning'; historische associatie, aangezien de meeste Maleisische staten vroeger geregeerd werden door vorsten, maar nu gebruikt voor alle regeringsvormen) | koninkrijk |
| kereta        | auto | trein |
| khidmat       | dienst | volledig geconcentreerd |
| konfeksi      | suikergoed, snoepgoed (van Engels confection) | confectiekleding, ook wel de kledij van elke luxueuze vrouw (de niet-officiële spelling konveksi is ontstaan door verwarring met ons woord convectie) |
| pajak         | hypothekeren | belasting |
| pelan         | plan (enkel in de architectuur, als 'grondplan') | traag (perlahan in het Maleisisch) |
| pejabat       | kantoor, ambt | kantoorbedienden, ambtenaren (zij die een ambt/kantoor bezitten; pegawai in Maleisië)                                                                 |
| pemerintah    | heerser | regering |
| pengajian     | opvoeding, onderwijs | massale voordracht uit de Koran |
| percuma       | gratis | nutteloos, onnodig |
| pijat         | insect, bug (voornamelijk gebruikt voor softwarebugs (bijvoorbeeld de Millenniumbug) en tevens voor de bedwants)                                                                | massage (van Javaans pijet) |
| polis         | politie (van Engels police) | (verzekerings)polis |
| polisi        | beleid (van Engels policy) | politie |
| punggung      | bil | rug |
| pusing        | (ergens) ronddraaien | duizelig, verward |
| pupuk         | grootbrengen, verzorgen | meststof (in overdrachtelijke zin ook 'opvoeden') |
| tambang       | vrachttarief | mijn, touw |
| tandas        | toilet | uitleggen, eindigen |
| sulit         | vertrouwelijk, moeilijk | moeilijk |

## Voorbeeld
| Indonesisch | Maleisisch | Nederlands |
| --- | --- | --- |
| Pernyataan Umum tentang Hak-Hak Asasi Manusia | Perisytiharan Hak Asasi Manusia Sejagat | Universele Verklaring van de Rechten van de Mens |
| Pasal 1. Semua orang dilahirkan merdeka dan mempunyai martabat dan hak-hak yang sama. Mereka dikaruniai akal dan hati nurani dan hendaknya bergaul satu sama lain dalam semangat persaudaraan. | Perkara 1. Semua manusia dilahirkan bebas dan samarata dari segi kemuliaan dan hak-hak. Mereka mempunyai pemikiran dan perasaan hati dan hendaklah bertindak di antara satu sama lain dengan semangat persaudaraan. | Artikel 1. Alle mensen worden vrij en gelijk in waardigheid en rechten geboren. Zij zijn begiftigd met verstand en geweten, en behoren zich jegens elkander in een geest van broederschap te gedragen. |
| Pasal 2. Setiap orang berhak atas semua hak dan kebebasan-kebebasan yang tercantum di dalam Pernyataan ini tanpa perkecualian apapun, seperti ras, warna kulit, jenis kelamin, bahasa, agama, politik atau pendapat yang berlainan, asal mula kebangsaan atau kemasyarakatan, hak milik, kelahiran ataupun kedudukan lain. Di samping itu, tidak diperbolehkan melakukan perbedaan atas dasar kedudukan politik, hukum atau kedudukan internasional dari negara atau daerah dari mana seseorang berasal, baik dari negara yang merdeka, yang berbentuk wilayah-wilayah perwalian, jajahan atau yang berada di bawah batasan kedaulatan yang lain. | Perkara 2. Setiap orang adalah berhak kepada semua hak-hak dan kebebasan yang termaktub dalam Perisytiharan ini, tanpa sebarang apa jua pembezaan, seperti bangsa, warna kulit, jantina, bahasa, ugama, faham politik atau lain-lain fahaman, asal-usul bangsa keturunan atau sosial harta-benda, kelahiran atau apa-apa taraf lain. Seterusnya, tiada sebarang pembezaan boleh dibuat berasaskan pada taraf politik atau bidangkuasa ataupun antarabangsa sesebuah negara atau wilayah datangnya seseorang itu, sama ianya merdeka, beraùanah, tanpa pemerintahan sendiri atau berada di bawah apa-apa sekatan kedaulatan lainnya. | Artikel 2. Een ieder heeft aanspraak op alle rechten en vrijheden, in deze Verklaring opgesomd, zonder enig onderscheid van welke aard ook, zoals ras, kleur, geslacht, taal, godsdienst, politieke of andere overtuiging, nationale of maatschappelijke afkomst, eigendom, geboorte of andere status. Verder zal geen onderscheid worden gemaakt naar de politieke, juridische of internationale status van het land of gebied, waartoe iemand behoort, onverschillig of het een onafhankelijk, trust-, of niet-zelfbesturend gebied betreft, dan wel of er een andere beperking van de soevereiniteit bestaat. |
| Pasal 3. Setiap orang berhak atas penghidupan, kebebasan dan keselamatan individu. | Perkara 3. Setiap orang adalah berhak kepada nyawa, kebebasan dan keselamatan diri. | Artikel 3. Een ieder heeft het recht op leven, vrijheid en onschendbaarheid van zijn persoon. |

## Trivia
- Tijdens de Revolutie van mei 1998, toen de eis tot politieke hervormingen (reformasi) in Indonesië leidde tot het ontslag van president Soeharto, parodieerden de Maleisische satiristen van Instant Cafe een tv-uitzending van de lokale regering. In hun versie 'herinnert men de Maleisiërs eraan dat reformasi een Indonesisch woord is, dat geen equivalent heeft in Bahasa Melayu'. Maleisië wordt immers geregeerd als een constitutionele monarchie, waarbij de koning en koningin nog veel zeggenschap hebben, en waar hervormingen niet courant zijn.